# Somomecus
Somomecus là một chi bọ cánh cứng trong họ 
Elateridae.
Chi này được miêu tả khoa học năm 1851 bởi Solier.

## Các loài
Chi này có các loài:
- Somomecus parallelus Solier, 1851